# Stari Vîrkî, Bilopillea
Stari Vîrkî (în ucraineană Старі Вирки) este un sat în comuna Novi Vîrkî din raionul Bilopillea, regiunea Sumî, Ucraina.

## Demografie
Componența lingvistică a localității Stari Vîrkî
     Rusă (56,57%)
     Ucraineană (40,91%)
Conform recensământului din 2001, majoritatea populației localității Stari Vîrkî era vorbitoare de rusă (56,57%), existând în minoritate și vorbitori de ucraineană (40,91%) și armeană (2,53%).